# Apolochus casahoya
Apolochus casahoya är en kräftdjursart som först beskrevs av Harold Hall McKinney 1978.  Apolochus casahoya ingår i släktet Apolochus och familjen Amphilochidae. Inga underarter finns listade i Catalogue of Life.